# Il cartaio
Il cartaio, internationaal verschenen als The Card Player, is een Italiaanse (maar in het Engels gesproken) horrorfilm uit 2004 van Dario Argento. De rolprent valt in het subgenre giallo, waarin Argento vaker opereert.

## Verhaal
Politieagente Anna Mari (Stefania Rocca) wordt op haar verjaardag onaangenaam verrast. Zittend aan haar bureau krijgt ze een e-mail waarin ze uitgedaagd wordt voor een partij poker, met daaraan vast een foto van een ontvoerd meisje. Ze blijkt in handen te zijn gevallen van een seriemoordenaar die zichzelf The Card Player noemt. Zijn voorstel is om te pokeren tegen de politie. Wint de politie als eerste drie handjes, dan gaat het slachtoffer vrijuit. Wint The Card Player er als eerste drie, dan vermoordt hij zijn slachtoffer. Sowieso zal hij bij ieder potje dat hij wint iets amputeren bij het slachtoffer.

### Slachtoffer 1
Mari logt in op de aangegeven site om daar het van angst bevende meisje te zien op een webcam naast een geanimeerd pokerspel. De commissaris (Adalberto Maria Merli) vertelt haar niet te gaan spelen, omdat de politie niet in wil gaan op dergelijke eisen van een misdadiger. Omdat The Card Player het te lang vindt duren, ziet de politie vervolgens hoe hij het meisje de keel doorsnijdt op de webcam. Daarbij is van de moordenaar alleen een hand met een mes te zien.

### Slachtoffer 2
Mari krijgt bij haar onderzoek een partner in de vorm van de Ierse agent John Brennan (Liam Cunningham). Wanneer The Card Player zich een paar dagen later opnieuw meldt met een nieuw ontvoerd meisje op de webcam, gaat de politie overstag en speelt mee. De moordenaar wint makkelijk drie potjes op rij en ook het tweede slachtoffer sterft.

### Slachtoffer 3
Brennan en Mari gaan lokaal op zoek naar de dader door te zoeken naar een expert in het videopoker. Ze vinden de 19-jarige Remo (Silvio Muccino). Hij kan vanwege zijn te jonge leeftijd de moordenaar niet zijn, maar ze overtuigen hem de politie te helpen door tegen de The Card Player te spelen. De eerstvolgende keer dat de moordenaar zich meldt, kan Remo niets doen. Hoewel hij het eerste handje poker wint van de moordenaar, weet het ontvoerde meisje op de webcam los te komen, waarop de moordenaar haar vermoordt.

### De commissaris' dochter
Dan wordt het vierde meisje ontvoerd, Lucia (Argento's dochter Fiore), de dochter van de commissaris. Remo gaat met tegenzin de strijd aan met The Card Player en wint drie handjes op rij, waarna The Card Player de webcam op zwart zet. Hij houdt echter woord. De volgende dag wordt de dochter van de commissaris ongedeerd teruggevonden. Ze kan niet zeggen waar ze geweest is of wie haar meenam. The Card Player hield haar zowel bij de ontvoering als bij het terugbrengen gedrogeerd.
's Avonds gaat Remo wat drinken in een café. Zijn oog valt op een rondborstige vrouw, die hem speels mee naar buiten lokt. Wanneer hij haar achterhaalt, bekent ze hem dat ze geld heeft gekregen om hem mee naar buiten te nemen. Daarop wordt ze neergeschoten. Remo lijkt te ontsnappen, maar wanneer hij in het water van de haven beland, wordt ook hij alsnog vermoord.
The Card Player zet vervolgens zijn zinnen op Mari en Brennan.

## Rolverdeling
- Stefania Rocca - Agente Anna Mari
- Liam Cunningham - Agent John Brennan
- Claudio Santamaria - Carlo Sturni
- Silvio Muccino - Remo
- Adalberto Maria Merli - Politiecommissaris
- Fiore Argento - Lucia Marini
- Cosimo Fusco - Berardelli
- Mia Benedetta - Francesca
- Claudio Mazzenga - Mario
- Conchita Puglisi - Marta
- Micaela Pignatelli - Professor Terzi
- Luis Molteni - Patholoog

## Trivia
- De rol van Rocca was oorspronkelijk bedoeld voor Argento's dochter Asia, zoals hij haar ook selecteerde in onder meer Phantom of the Opera en The Stendhal Syndrome. De film zou een soort vervolg worden op The Stendhal Syndrome. Dit idee verviel omdat zij ten tijde van de opnamen echter verbleef in de Verenigde Staten.